# Zapada frigida
Zapada frigida är en bäcksländeart som först beskrevs av Peter Walter Claassen 1923.  Zapada frigida ingår i släktet Zapada och familjen kryssbäcksländor. Inga underarter finns listade i Catalogue of Life.